# Прокрида
Прокри́да (др.-греч. Πρόκρις) — персонаж древнегреческой мифологии. Дочь Эрехтея и Праксифеи. Либо дочь Пандиона. По версии, дочь Ифила? (Ификла). Замужем за Кефалом, сыном Деионея. В источниках есть существенные различия в изложении её мифической биографии.
По малоизвестной версии, возлежала со своим отцом Эрехтеем, от которого родила дочь Аглавру. Разделила ложе с Птелеонтом, получив в подарок золотой венок, но уличена Кефалом в измене и бежала к Миносу. По Гигину, этим Птелеонтом был её муж Кефал, облик которого изменила Эос.
На Крите она исцелила Миноса от «венерической» болезни, и тот подарил ей чудесного пса, от которого не мог убежать ни один зверь, и не знающее промаха копье. С Миносом она тоже разделила ложе. По другой версии, она охотилась вместе с Артемидой, но та прогнала её, узнав, что она не девушка. Прокрида рассказала Артемиде о своих несчастьях, и та обещала помочь, подарив ей пса Лелапа, чудесное копье и придав облик юноши.
Она вернулась в Афины и вызвала Кефала на состязание в охоте. С помощью чудесных копья и пса Прокрида победила в состязании, и тогда Кефал попросил чужеземца продать копье. Тогда Прокрида обещала отдать пса, если он «согласится одарить её своей юношеской красотой». Кефал согласился возлечь с чужеземцем, тогда Прокрида открылась ему. Супруги помирились. Когда они вместе охотились, Кефал случайно метнул в неё копье и убил.
Одиссей встречает её в Аиде. Изображена в Аиде на картине Полигнота в Дельфах. Упоминается у Гесиода (фр.332 М.-У.), Еврипида. У Софокла была трагедия «Прокрида» (дошла одна строка, фр.533 Радт), у Эвбула — комедия «Прокрида», у Филетера — комедия «Кефал».
Имя Прокрида также носила одна из пятидесяти дочерей Феспия.